# 陈顶峰
陈顶峰，中华人民共和国政治人物、全国脱贫攻坚先进个人。

## 生平
陈顶峰任象山县农业农村局副局长。因在脱贫攻坚战中作出突出贡献，2021年2月25日全国脱贫攻坚总结表彰大会上，陈顶峰被授予“全国脱贫攻坚先进个人”。